# Phare de Trinidad Head
Le phare de Trinidad Head est un phare situé  à Trinidad, dans Comté de Humboldt (État de la Californie), aux États-Unis.
Ce phare est géré par la Garde côtière américaine, et les phares de l'État de Californie sont entretenues par le District 11 de la Garde côtière .
Il est inscrit au Registre national des lieux historiques depuis le 3 septembre  1991 .

## Histoire
En 1866, la station se composait d'une petite tour de deux étages, d'une résidence de gardien et d'une petite grange. En 1898, on construisit un bâtiment pour la cloche de brume : celle-ci  pesait 1.800 kg et elle était actionnée avec des contre-poids. Un deuxième gardien fut nécessaire et la résidence a été étendue pour s'adapter à deux familles.
En 1947, le signal de brume a été remplacé par klaxon à air. En 1949, le Trinidad Civic Club construisit une reproduction du phare de 6 m de haut, le Trinidad Memorial, dans un parc surplombant le port et y installa la lentille d'origine en souvenir des personnes péries en mer. La cloche d'origine est exposée à côté de lcelle-ci. À la fin des années 1960, l'US Coast Guard a rasé l'habitation et la grange d'origine et a construit le triplex actuel.
Le signal de brume a été interrompu lorsque la station a été automatisée en 1974. Cependant, les plaintes des citoyens de Trinidad Head étaient si vives que la Garde côtière a été contrainte d'installer une sirène actionnée par un détecteur de brouillard. Le nouveau signal de brume est installé dans le pavillon d'origine.

## Description
La tour carrée en brique, peinte en blanc, a été construite en 1871. La lanterne est posée dessus et sa lumière se trouve seulement à 6,10 m au-dessus du sol, mais sa hauteur focale est à 60 m au-dessus de la mer. C'est un feu à occultations qui émet un long éclat blanc toutes les 4 secondes. Sa portée nominale est de 14 mille nautiques (environ 26 km).
Identifiant : ARLHS : USA-855 - Amirauté : G4408 - USCG : 6-0525.

## caractéristique duFeu maritime
Fréquence : 4 secondes (W)
- Lumière : 3 secondes
- Obscurité : 1 seconde

### Lien connexe
- Liste des phares de la Californie